# John Kasich
John Richard Kasich (čti Kejsik; * 13. května 1952 Pensylvánie) je politik za Republikánskou stranu ve Spojených státech amerických, který se v roce 2016 neúspěšně ucházel o republikánskou nominaci do voleb prezidenta Spojených států amerických.
V letech 2011–2019 byl guvernérem státu Ohio a předtím, v letech 1983–2001, vykonával po devět období funkci poslance za Ohio ve Sněmovně reprezentantů. Mezitím pracoval v soukromé sféře, mj. jako moderátor Fox News. Po odchodu z úřadu guvernéra působí jako politický komentátor CNN news.

## Život
Narodil se v průmyslovém městě McKees Rocks nedaleko Pittsburghu. Je synem Anne, rozené Vukovichové, a Johna Kasicha, který pracoval jako poštovní doručovatel. Otec Kasicha je českého původu a matka chorvatského. Oba jeho rodiče byli děti imigrantů a praktikující římští katolíci. Kasich sám sebe popsal jako „Chorvat a Čech“.
V roce 1974 vystudoval politologii na Ohijské univerzitě a před samostatnou politickou kariérou dělal v letech 1975–1978 poradce senátora Buze Lukense.
Byl vychován v římskokatolické církvi, ale později se stal členem anglikánské církve. Je podruhé ženatý, první manželství skončilo rozvodem a z druhého manželství má dvě dcery.

## Prezidentská kandidatura 2016
Kasich v roce 2016 usiloval o republikánskou nominaci do voleb prezidenta Spojených států amerických. V rámci republikánských primárek, poté co Marco Rubio v březnu 2016 ukončil svou kampaň, se Kasich stal jedním z posledních tří účastníků nominačního souboje spolu s Donaldem Trumpem a Tedem Cruzem. Z oněch tří měl začátkem dubna zajištěno nejméně delegátů, na druhou stranu podle průzkumů měl největší šance porazit v samotné prezidentské volbě Hillary Clintonovou. Z volebního klání odstoupil 4. května 2016, den po Trumpově vítězství v indianských primárkách.

## Politické názory
Kasich je jedním z mála republikánů, který je kritický vůči prezidentu Donaldu Trumpovi. V prezidentských volbách 2020 podpořil demokratického kandidáta Joe Bidena.